# 전광식
전광식(全光植)은 대한민국의 신학자, 철학자, 학교행정가이다. 트위터의 본인소개란에 따르면 ‘지성의 텃밭에 문학과 미술의 감성을 일구는 농부같은 학자’로 표현하고, ‘지상의 영원한 고향집 소소가(蕭蕭家)에서 새벽종소리 들으며,「고향」과「세상의 모든 풍경」같은 글을 쓰고, 휘영청 푸른달밤 고적한 들녘을 걷다가, 깊은 밤 동매산방(桐梅山房)에 누워 남으로 떨어지는 별똥별보는 게 가장 큰 낙이다’라고 서술하고 있다.
고신대학교에서 신학공부로 시작하여, 독일의 Regensburg(Ph.D.), München대학교, 영국의 Oxford대학교에서 철학과 고전학을 공부하고, Harvard대학교에서 고전학분야 연구교수를 지냈다. 저서로는 「마르크스주의 이후의 철학」「고향」,「신플라톤주의의 역사」,「세상의 모든 풍경」등이 있다. 고신대학교 교수, 교무처장, 부총장을 역임하였고,  기독교세계관 학술동역회 이사, 캐나다 Trinity Western University(VIEW)의 객원교수, 차세대지도자훈련원 이사장, 2005년 이후로 독수리중고등학교 이사장으로 있으며, 2014년 1월 이래로 ‘한국의 대표기독교 대학, 세계의 명품 기독교 대학’이라는 표어와 더불어 고신대학교를 이끄는 총장으로 임직했다.

## 학력
- 고신대학교 졸업(B. Th.) , 고신대학교 대학원 졸업(M.Div.)
- 독일 Regensburg대학교(철학,M.A.) , 독일 München 대학교 철학과 , 영국 옥스퍼드 대학교 철학과 , 독일 Regensburg 대학교 철학박사(고대철학, Ph.D)

## 경력
- 1990~        고신대학교 교수
- 1998~        한석장학회 이사
- 1999~        캐나다 Trinity Western University/VIEW객원교수
- 2000~2001   미국 Harvard 대학교 연구교수
- 2001~2005   고신대학교 교무처장, 부총장
- 2002~        기독교세계관학술동역회 이사
- 2005~        독수리중고등학교 이사장
- 2007~        차세대지도자 훈련원 이사장
- 2014.1~2018.2        고신대학교 총장

## 저서
- 1987   서구의 황혼에 대한 세가지 생각, 기독교대학설립동역회
- 1997   배움과 믿음으로 도전하는 삶(공저), CUP
- 1998   학문의 숲길을 걷는 기쁨, CUP
- 1999   고향: 그 철학적 반성, 문학과 지성사
- 2002   신플라톤주의의 역사, 서광사
- 2002   가난과 부요의 저편(전광식 외 3인), SFC
- 2005   마르크스주의 이후의 철학, 이문출판사
- 2005   문명의 황혼과 소망의 그리스도, CUP
- 2005   경건의 길, 기독교사상연구소
- 2006   성경적 환경론, 기독교사상연구소
- 2006   기독교  대안교육과 대안학교, 독수리교육공동체
- 2009   칼빈과  21세기, 부흥과 개혁사
- 2010   신학의 길과 신학함의 길, 기독교 사상연구소
- 2011   기독교 대학의 정체성과 과제, 한동대(책자)
- 2011   세상의 모든 풍경, 학고재
- 2017   시민참여적 민주주의와 대중선동적 중우주의, 고신대학교출판부

## 같이 보기
- 고신대학교
- 한국의 신학자 목록